# Pieter Jan Biesheuvel
Pieter Jan Biesheuvel (Voorburg, 23 augustus 1949) is een Nederlands voormalig politicus. Namens het Christen-Democratisch Appèl (CDA) was hij van 1986 tot 2002 lid van de Tweede Kamer der Staten-Generaal.
Pieter Jan Biesheuvel studeerde staatsrecht en bestuurskunde aan de Vrije Universiteit Amsterdam. Hij was actief in de jongerenorganisatie van de Anti-Revolutionaire Partij (ARP). Na zijn afstuderen was hij werkzaam voor de Nederlandse Christelijke Boeren- en Tuindersbond en de Unie van Waterschappen. Van 1984 tot 1986 werkte hij als directiesecretaris bij de Agrarische Sociale Fondsen in Den Haag.
Kort na de Tweede Kamerverkiezingen van 1986 kwam Biesheuvel tussentijds in het parlement, nadat een aantal CDA'ers de Kamer verlieten om toe te treden tot het kabinet-Lubbers II. In de Kamer werd hij woordvoerder op het gebied van verkeer en waterstaat, volkshuisvesting, sociale zaken en asielbeleid. Hij was lid van de parlementaire enquête naar bouwsubsidies (1986-1989) en leidde als voorzitter een aantal vaste Kamercommissies. In 1989, 1994 en 1998 werd hij herkozen als Kamerlid. Bij de Tweede Kamerverkiezingen van 2002 was Biesheuvel niet meer herkiesbaar. Op 23 mei 2002 nam hij afscheid van het parlement. Medio 2003 werd hij voorzitter van Cedris, brancheorganisatie sociale werkgelegenheid en arbeidsintegratie. In 2008 werd Biesheuvel voorzitter van de Raad voor Werk en Inkomen (RWI). Op 3 september 2010 werd Biesheuvel benoemd tot bestuursvoorzitter van het Instituut voor Duurzame Mobiliteit (IvDM). Biesheuvel was van september 2018 tot en met september 2019 voorzitter van de Commissie ‘Geurhinder Veehouderij.

## Persoonlijk
Pieter Jan Biesheuvel is getrouwd met voormalig Griffier van de Tweede Kamer Jacqueline Biesheuvel-Vermeijden. Het echtpaar heeft vier kinderen. Biesheuvel is een achterneef van voormalig premier Barend Biesheuvel.
- Parlement.com: vg09llolopyd